# Applebay Mescalero
Der Mescalero ist ein einsitziges Segelflugzeug in Gemischtbauweise. Der Flügel ist als Schulterdecker und das Leitwerk als T-Leitwerk ausgeführt. Der Mescalero war ein Leistungsegelflugzeug der Offenen Klasse.

## Geschichte
1970 entwarf George Applebay den Mescalero als Beitrag für einen von der Soaring Society of America ausgeschriebenen Wettbewerb. 1975 war der Erstflug. Der Mescalero blieb ein Einzelstück.

## Konstruktion
Der Rumpf ist aus GfK hergestellt. 
Der Flügel ist aus einem Metall-GfK-Verbund mit einer sehr großen Streckung gebaut. Alle Ruder sind masseausgeglichen und mit automatischen Anschlüssen ausgerüstet.

## Technische Daten
| Kenngröße                       | Daten                  |
| ------------------------------- | ---------------------- |
| Spannweite                      | 21,9 m                 |
| Flügelfläche                    | 13,56 m²               |
| Flügelstreckung                 | 35,4                   |
| Rumpflänge                      |                        |
| Höhe am Leitwerk                |                        |
| Flügelprofil                    | Wortmann Typ unbekannt |
| Leermasse mit Mindestausrüstung | 454 kg                 |
| max. Abflugmasse                | 680 kg                 |
| Flächenbelastung (85 kg Zul.)   | 50,15 kg/m²            |
| max. Zuladung                   | 227 kg                 |
| Höchstgeschwindigkeit           | km/h                   |
| Mindestgeschwindigkeit          | km/h                   |
| geringstes Sinken (einsitzig)   | m/s                    |
| Gleitzahl                       | 44                     |

Siehe auch: Liste von Flugzeugtypen